# Rue Mizon
Pour les articles homonymes, voir Mizon.
La rue Mizon est une voie du 15e arrondissement de Paris, en France.

## Situation et accès
La rue Mizon est une voie publique située dans le 15e arrondissement de Paris. Elle débute entre les 6 bis et 8, rue Brown-Séquard, et se termine entre les 63 et 65, boulevard Pasteur.

## Origine du nom
Elle porte le nom du marin et explorateur français Louis Alexandre Antoine Mizon (1853-1899). 

## Historique
Cette voie est ouverte en 1899 sur l'emplacement de l'abattoir des Fourneaux.

## Bâtiments remarquables et lieux de mémoire
No 2 : le peintre Robert Bouquillon (1923-2013 y vécut. S'y trouve l'appartement de Anne-Marie Dupuy, maire de Cannes.